# Hydrocleys parviflora
Hydrocleys parviflora Seub. – gatunek rośliny z rodziny żabieńcowatych (Alismataceae Vent.). Występuje naturalnie na obszarze od Meksyku i Gwatemali po Boliwię i Brazylię. W Brazylii został zarejestrowany w stanach Alagoas, Paraíba, Pernambuco, Sergipe, Mato Grosso, Minas Gerais oraz Rio de Janeiro. 

## Morfologia
PokrójBylina wodna dorastająca do 120 cm wysokości.
LiścieBlaszka liściowa ma kształt owalny do okrągłego i mierzy 2,5–11,5 cm długości i 1,1–6 cm szerokości. Nasada liścia jest od zaokrąglonej do prawie sercowatej, natomiast wierzchołek od tępego do prawie ostrego. Blaszka osadzona jest na nagim ogonku liściowym dorastającym do 115 cm długości.
KwiatyZebrane po 2–11 w kwiatostany powstające na szczytach pędów. Działki kielicha dorastają do 9–21 mm długości i mają tępo zakończony wierzchołek. Płatki mają żółtą lub białą barwę i osiągają do 5–10 mm długości. Kwiaty mają 6–7 pręcików i 3 owocolistki o długości 2–3 mm.
OwoceMieszki z małymi wybrzuszeniami. Osiągają 8–10 mm długości i 2–3 mm szerokości.